# Lake Dorothy
Der Lake Dorothy ist ein See im King County im US-Bundesstaat Washington. Er ist einer der größten Seen der Region und die Quelle für den East Fork Miller River. Die Florence Falls liegen eine kurze Strecke unterhalb des Ablaufs. Der See hat insgesamt neun Inseln.

## Zugang
Der See kann über den Dorothy Lake Trail erreicht werden, welcher über etwa zwei Meilen (3,2 km) zum See führt. Der Trail setzt sich in einem weiteren zwei Meilen (3,2 km) langen Weg am Seeufer zu seinem Südende fort. Auch danach verläuft er weiter und erreicht über eine Bergkette hinweg schließlich den Bear Lake und den Taylor River.